# 資本主義和平
資本主義和平（英文: Capitalist Peace）又稱資本主義和平論（英文: Capitalist Peace Theory）、商業和平（英文: Commercial Peace）和商業自由主義（英文: Commercial Liberalism）。該理論認為市場開放有助於建構國家之間更和平的關係，原因是發達的市場導向型經濟體不太可能相互衝突。與民主和平論和制度主義的和平論證一起，商業和平構成了康德和平三腳架的一部分。商業和平的重要機制圍繞著資本主義、貿易相互依存和資本相互依存如何提高戰爭成本的相關觀點，這些觀點宣稱商業自由主義遊説團體會説服公眾反對戰爭，使領導人更難發動戰爭，並且減少征戰所帶來的經濟利益。
學術界一直在爭論商業和平論的證據和理據的有效性，以及該理論背後的機制。根據 埃裡克·加茨克（Erik Gartzke）和張佳坤（Jiakun Jack Zhang）所提出的說法，關於經濟相互依存與衝突之間關係的證據尚無定論。